# 菲律賓鯡
菲律賓鯡為輻鰭魚綱鲱形目鲱科的其中一種，分布於亞洲菲律賓的淡水水域，生活習性不明。

## 擴展閱讀
維基物種上的相關：菲律賓鯡